# Isabel Urrutia
Isabel Cristina Urrutia Lemos (* 12. September 2002) ist eine kolumbianische Leichtathletin, die im Sprint und Hürdenlauf an den Start geht.

## Sportliche Laufbahn
Erste internationale Erfahrungen sammelte Isabel Urrutia im Jahr 2021, als sie bei den Südamerikameisterschaften in Guayaquil in 14,43 s den achten Platz im 100-Meter-Hürdenlauf belegte. Anschließend gewann sie bei den U20-Südamerikameisterschaften in Lima in 14,05 s die Silbermedaille über 100 m Hürden und siegte mit der kolumbianischen 4-mal-100-Meter-Staffel in 46,35 s. Daraufhin schied sie bei den U20-Weltmeisterschaften in Nairobi mit 19,43 s in der ersten Runde aus. 2024 belegte sie bei den U23-Südamerikameisterschaften in Bucaramanga in 13,91 s den fünften Platz.
2024 wurde Urrutia kolumbianische Meisterin im 100-Meter-Hürdenlauf.

## Persönliche Bestzeiten
- 100 m Hürden: 13,91 s (−1,8 m/s), 30. Juni 2024 in Cali